# Glans (ytegenskap)
Glans är den egenskap hos en yta som innebär att ljusstrålning reflekteras speglande. Målade ytors glans kan mätas med standardiserade metoder och beskrivas i en skala mellan högblank och helmatt.
I vidare bemärkelse kan glans syfta på olika sorters glitter och sken, även bildligt med hänvisning till skönhet, prakt eller rikedom.